# 大日本山林会
公益社団法人大日本山林会（だいにっぽんさんりんかい、英語：The Japan Forestry Association）は、国内外の森林・林業の発展を図ることを目的とする公益社団法人である。旧主務官庁は農林水産省。

## 歴代会頭・総裁
- 初代会頭：伏見宮貞愛親王（1882年（明治15年）1月 - 1915年（大正4年）4月）
- 初代総裁：伏見宮貞愛親王（1915年（大正4年）4月 - 1917年（大正6年）10月）
- 第2代総裁：梨本宮守正王（1917年（大正6年）10月 - 1951年（昭和26年）1月）
- 第3代総裁：高松宮宣仁親王（1954年（昭和29年）9月 - 1986年（昭和61年）12月）
- 第4代総裁：桂宮宜仁親王（1987年（昭和62年）1月12日 - 2014年（平成26年）6月8日）[2]
- 第5代総裁：秋篠宮文仁親王（2014年（平成26年）10月10日 - ）[3]

## 概要
- 代表理事会長：箕輪光博

## 沿革
- 1882年（明治15年）1月 - 大日本山林会が創立される。
- 1915年（大正5年）4月 - 農商務省より社団法人としての認可を受ける。
- 2010年（平成22年）10月 - 公益法人制度改革により、公益社団法人へ移行。

## 事業
- 森林・林業に関する指導・普及
- 森林・林業に関する政府への提言
- 森林・林業に関する調査・研究
- 保有林などの造成・管理
- 雑誌『山林』など図書類の刊行
- 小林記念林業文献センターの運営